# Прскавец, Иржи
Иржи Прскавец (чеш. Jiří Prskavec; род. 18 мая 1993[…], Мельник[…]) — чешский слаломист. Чемпион Олимпийских игр 2020 в Токио, бронзовый призер Олимпиады 2016 в Рио-де-Жанейро, 4-кратный чемпион мира и 12-кратный чемпион Европы.

## Карьера
Иржи Прскавец стал заниматься гребным слаломом благодаря своему отцу, который был призером чемпионатов мира и Европы в 1990-х годах, а также участником Олимпийских игр 1996 года в Атланте и Олимпийских игр 2000 года в Сиднее. Первые успехи в карьере пришли в 2010-м году, когда на юношеских Олимпийских играх 2010 года в Сингапуре Иржи стал бронзовым призером. Через 6 лет, на Олимпийских игр 2016 года в Рио-де-Жанейро, он добился своего самого большого успеха в карьере, выиграв бронзовую медаль в дисциплине байдарка-одиночка, уступив с двумя штрафными секундами всего 0.46 секунды чемпиону, британцу Джо Кларку и 0.29 секунды серебряному призеру, словенцу Петеру Каузеру, которые прошли дистанцию без штрафа.
29 октября 2019 года Прскавец завоевал 2-е индивидуальное золото чемпионатов мира, став таким образом 4-х кратным чемпионом мира. Он прошел дистанцию без штрафа и опередил ставшего вторым испанца Давида Льоренте на 1.7 секунды. 
На чемпионатах Европы выиграл 12 золотых медалей, в том числе 5 индивидуальных побед. В 2020 году ему удалось стать чемпионом Европы на домашней трассе.
30 июля 2021 года стал чемпионом Олимпийских игр 2020 в Токио, опередив серебряного призёра словака Якуба Григара на 3.22 секунды.

## Достижения
- Олимпийский чемпион 2020
- Бронзовый призер Олимпийских игр 2016
- 4-кратный чемпион мира (2015, 2019 одиночка, 2015, 2017 команда)
- 12-кратный чемпион Европы (2013, 2014, 2016, 2020, 2022 одиночка, 2013, 2016 — 2019, 2021, 2022 команда)
- Обладатель кубка мира 2018 и 2019
- Чемпион мира (до 23 лет) 2012 и 2015
- Чемпион Европы (до 23 лет) 2015
- Чемпион Европы среди юниоров 2010
- Бронзовый призер юношеских Олимпийских игр 2010 года

## Личная жизнь
Уже долгие годы встречается со своей подругой Терезой. В августе 2018 года они объявили о своей помолвке.
24 мая 2019 года у Прскавца родился сын, которого также назвали Иржи. 9 апреля 2021 года у Иржи и Терезы родился второй сын Марек.